# 西野寿章
西野 寿章（にしの としあき、1957年 - ）は、経済地理学、地域開発論を専門とする日本の地理学者、高崎経済大学地域政策学部観光政策学科教授。おもに、近現代日本の農山村地域を研究対象としている。

## 経歴
1980年に奈良大学文学部地理学科を卒業し、1986年に愛知大学大学院経営学研究科（経済地理学専攻）修士課程を修了した。この前後に、シンクタンク研究員、高校教員などを経験する。1988年、高崎経済大学助手（付属産業研究所専任所員）となり、以降、講師、助教授を経て、2000年に教授へ昇任した。高崎経済大学では、附属産業研究所長、観光政策学科長、国際交流センター長、地域科学研究所長などを歴任した。
西野は、近現代日本の農山村地域における諸問題について幅広く論じており、単著として『山村地域開発論』（1988年）、『現代山村地域振興論』（2008年）を刊行している。2011年には日本地理学会賞（優秀論文部門）を受賞した。また、同年には、「山村における事業展開と共有林の機能」により愛知大学から博士（地域社会システム）を取得したが、その内容は『山村における事業展開と共有林の機能』（2013年）として刊行され、同署は2014年に地理空間学会賞（学術賞）を受賞した。

## おもな著書

### 単著
- 山村地域開発論、大明堂、1988年
  - 大明堂の廃業を経て、2004年に原書房から再刊
- 現代山村地域振興論、原書房、2008年
- 山村における事業展開と共有林の機能、原書房、2013年

### 共編著
- （藤田佳久、菊地俊夫との共編著）人間環境と風土―農村風土の構造と変容、大明堂、1994年
- （西村幸夫、村山元展、河藤佳彦との共著）TOMIOKA世界遺産会議BOOKLET 7、上毛新聞社事業局出版部、2016年